# A Paksi FC 2016–2017-es szezonja
Ez a szócikk a Paksi FC 2016–2017-es szezonjáról szól.

## OTP Bank Liga

### Első kör
| 1. forduló 2016. július 17., vasárnap 18:00 |

| Debreceni VSC–Teva                | 1 – 1               | Paksi FC                                       |
| --------------------------------- | ------------------- | ---------------------------------------------- |
| Takács 56' • (1–0) 37' Holman 56' | (1 – 0) Jegyzőkönyv | 59' (1–1) Bartha 44' Papp 60' Kulcsár 89' Hahn |

| Nagyerdei stadion, Debrecen Nézőszám: 2 851 Játékvezető: Berke Balázs (magyar) Asszisztensek: Dr. Varga Zsolt és Márkus Tamás |

Debreceni VSC: Verpecz — Jovanovics, Mészáros N., Brkovics, Korhut — Horváth (Dzselmics  78'), Varga, Szakály , Ferenczi (Holman  szünetben) — Kulcsár, Takács (Tisza  61') · Fel nem használt cserék: Radosevics (kapus), Szatmári, Szekulics, Nagy · Vezetőedző: Kondás Elemér
Paksi helyzetekkel kezdődött a találkozó, de a vendégek támadói minden alkalommal rosszul céloztak, így elmaradt a gól. A 37. percben a Debrecen vezetést szerzett, egy látványos támadás végén Takács Tamás volt eredményes (1–0). A fordulás után összejött a gólszerzés a paksiaknak, Szabó János bal oldali beadását követően Bartha László 6 méterről, kapásból továbbított a hálóba (1–1). Két perccel később Szabó szabálytalankodott saját 16-osán belül, de a megítélt büntetőt Korhut Mihály nem tudta gólra váltani, a paksi színekben most debütáló Kemenes Szabolcs védett. A folytatásban hiába támadott sokkal többet a Loki, nem tudta feltörni a paksi védelmet, maradt a döntetlen, vagyis egyik Európa Liga-szereplő csapatunk sem tudta győzelemmel kezdeni az idényt.
Nehezen indult a meccs, az ellenfél kialakított ziccereket az elején. Utána kialakult a játék, de inkább küzdöttünk, mint helyzeteket dolgoztunk ki. Sikerült megszereznünk a vezetést, később kapufákat rúgtunk és büntetőt is. Nem vagyok elégedett, mert rengeteg hiba volt a játékunkban. A labdaszerzés nem mindig sikerült, nem támadtuk meg időben az embert, amikor kellett volna.
Voltak a meccsnek fordulópontjai. Az első félidőben ziccereink voltak, de ezek kimaradtak, és a Debrecen szerzett vezetést. A második félidőben nagy nyomás alatt tartott minket a Loki, de sikerült egyenlítenünk. Brusztolós, kemény mérkőzés volt, mind a két csapat győzelemre játszott. Hol mi futballoztunk jobban, hol a Debrecen. Ha az összképet nézem, reális a döntetlen.
| Csapat   | Labdabirtoklás | Lövés | Kaput talált lövés | Gól | Szöglet | Szabálytalanság | Les | Sárga lap | Piros lap | Pontos passz | Megnyert párharc |
| -------- | -------------- | ----- | ------------------ | --- | ------- | --------------- | --- | --------- | --------- | ------------ | ---------------- |
| Debrecen | 28:27 (51,41%) | 14    | 5                  | 1   | 5       | 16              | 4   | 2         | 0         | 389 (82,24%) | 87 (51,79%)      |
| Paks     | 27:59 (49,59%) | 11    | 2                  | 1   | 3       | 18              | 2   | 3         | 0         | 412 (82,73%) | 81 (48,21%)      |

- Négy napon belül a DVSC-Teva másodszor szerzett vezetést az első félidőben, s másodszor nem tudott nyerni ennek ellenére sem. Az Európa Liga-találkozón még rosszabbul járt, ott kikapott.
- A Paks 2013. októbere 4. óta (2–2) először szerzett Debrecenben pontot a Loki ellen (2014-ben: 2–0, 2015-ben: 2–0).
- A DVSC-nek 2016-ban ez volt az első hazai bajnoki döntetlenje, a korábbi hét meccsből hatot megnyert. Kondás Elemér együttese lassan mint egy éve, 2015. augusztus 22 óta minden hazai bajnoki mérkőzésén szerzett gólt – kivéve, ha a Bp. Honvéd az ellenfél.
- Takács Tamás a tizenegyedik, a DVSC-Teva mezében játszott élvonalbeli bajnokiján a hatodik gólját szerezte. Még jobb a hazai mérlege: a Nagyerdei stadionban öt bajnokin öt gólt lőtt, illetve fejelt.
- Bartha László a két csapat tavaly őszi, ugyancsak 1–1-re végződött paksi találkozóján is szerzett gólt. Egyébként ő az egyetlen, aki az OTP Bank Liga 2015–2016-os utolsó, illetve a 2016–2017-es első fordulójában is eredményes volt.
- A Paks a legutóbbi három idegenbeli bajnokiján veretlen maradt. Igaz, előtte sorozatban hatszor kikapott.
- Korhut Mihály büntetőjét a találkozó hajrájában Kemenes Szabolcs kivédte.
- Berke Balázs játékvezető tétmeccsen utoljára több, mint egy évvel ezelőtt, 2015. május 26-án vezetett mérkőzést a debreceni együttesnek, mégpedig egy Ligakupa elődöntőn (MTK–Debrecen: 0–2), míg bajnoki találkozón több, mint 4 évvel ezelőtt, 2012. április 7-én (Debrecen–Siófok: 1–1).[3]

| 2. forduló 2016. július 24. 18:00 |

| Paksi FC                                                              | 1 – 1               | Videoton FC                                     |
| --------------------------------------------------------------------- | ------------------- | ----------------------------------------------- |
| Feczesin Róbert 26' Pátkai Máté 30' Loïc Nego 31' Feczesin Róbert 55' | (0 – 1) Jegyzőkönyv | Gévay Zsolt 52' Szabó János 11' Gévay Zsolt 56' |

| Fehérvári úti stadion, Paks Nézőszám: 2 136 Játékvezető: Karakó Ferenc (magyar) |

| 3. forduló 2016. július 30., szombat 18.00 |

| Újpest FC                                | 1 – 0               | Paksi FC                                |
| ---------------------------------------- | ------------------- | --------------------------------------- |
| Lázok 11' (1–0) Nagy T. 8' Balázs B. 70' | (1 – 0) Jegyzőkönyv | 90' Balázs Zs. 90+2' Gévay 90+2′ Bartha |

| Illovszky Rudolf Stadion, Budapest Nézőszám: 3 000 Játékvezető: Pintér Csaba (magyar) Asszisztensek: Berettyán Péter és Kóbor Péter |

Újpest FC: Balajcza  — Nagy T., Kecskés Á., Kálnoki Kis, Mohl – Szankovics, Cseke – Andrics (Pávkovics  85'), Balázs B. (Tóth P.  75'), Diarra – Lázok (Windecker  54') · Fel nem használt cserék: Banai (kapus), Nagy G., Gere 
Az újpestiek a 11. percben szereztek vezetést, a volt paksi támadó, Lázok János 13 méterről fejelt kapura Mohl beadása után, a labda a keresztléc és a bal kapufa érintésével jutott a hálóba (1–0). A folytatásban a Paks kevés veszélyt tudott jelenteni a hazai kapura, inkább az Újpesttől lehetett gólra számítani. A második félidőben Andrics hagyott ki óriási lehetőséget, de ezúttal ez is belefért, a paksiak ugyanis nem tudtak újítani támadásban, így pont nélkül zárták a találkozót.
Nehéz helyzetben kellett nekivágnunk a mérkőzésnek, két okból is. Az egyik, hogy két vereséggel kezdtük a bajnokságot, amely nem éppen ideális, a másik, hogy a Paks erős csapat, ráadásul újpesti edzőként még sohasem nyertem ellene hazai pályán. Végre teljesült a kívánságom, sikerült győznünk! A gól után nem birtokoltuk eleget a labdát, a paksiak agresszívabban játszottak. Ennek ellenére eldönthettük volna a találkozót, hiszen Nemanja Andrics óriási helyzetben hibázott.
Rosszul kezdtük a mérkőzést, rossz felfogásban. Jobban játszott az Újpest, s bár a második félidőben mindent egy lapra feltéve támadtunk, sajnos nem egyenlítettünk, sőt a hazaiak veszélyes kontratámadásokat vezettek.
- Megtört a jég: kilenc sikertelen kísérlet után az Újpest otthon (eddig mindig a Megyeri úton) le tudta győzni a zöld-fehéreket. A mostanit megelőző legutóbbi siker dátuma: 2010. április 24.
- Lázok János 2013. március 2-án négy gólt szerzett a Paks játékosaként az Újpest ellen, a Megyeri úton 6-0-ra megnyert találkozón. Most a lila-fehéreket segítette a három ponthoz. A csatár tavaly július 18. óta először szerzett bajnoki gólt.
- A Paks tíz emberrel fejezte be a mérkőzést az Illovszky Stadionban, Bartha László kiállítása miatt (92. perc).
- Nebojsa Vignjevics együttese február közepe óta a kilenc hazai bajnoki meccséből hármat tudott megnyerni.
- Az Újpest április 6. óta először nem kapott gólt hazai bajnoki mérkőzésen.
- Csertői Aurél csapata még nyeretlen a bajnokságban, két döntetlen után kikapott. Mindhárom mérkőzésén kapott egy gólt, most először nem szerzett ellenben.
- 2011 augusztusa óta, közel öt éve mindössze másodszor fordult elő, hogy a Paks nem szerzett gólt bajnoki mérkőzésen az Újpest vendégeként.[6]

| 4. forduló 2016. augusztus 6. 18:00 |

| Paksi FC                                              | 0 – 0               | Ferencvárosi TC                                                                        |
| ----------------------------------------------------- | ------------------- | -------------------------------------------------------------------------------------- |
| Haraszti Zsolt 45' Papp Kristóf 62' Kulcsár Dávid 74' | (0 – 0) Jegyzőkönyv | Florian Trinks 37' Cristian Ramírez 45' Leandro 51' Michał Nalepa 77' Nagy Dominik 88' |

| Fehérvári úti stadion, Paks Nézőszám: 4 217 Játékvezető: Andó-Szabó Sándor (magyar) |

| 5. forduló 2016.augusztus 13. szombat 18:00 |

| Budapest Honvéd FC                                                                          | 3 – 1               | Paksi FC |
| ------------------------------------------------------------------------------------------- | ------------------- | --- |
| Eppel Márton 67' Eppel Márton 77' Dušan Vasiljević 78' Botka Endre 26' Dušan Vasiljević 73' | (0 – 1) Jegyzőkönyv | Hahn János 16' Kecskés Tamás 13' Lenzsér Bence 45' Gévay Zsolt 56' Kulcsár Dávid 75′ Kemenes Szabolcs 77' Báló Tamás 81' |

| Bozsik József Stadion, Budapest Nézőszám: 1 465 Játékvezető: Solymosi Péter (magyar) |

| 6. forduló 2016.augusztus 17. szerda 19:00 |

| Paksi FC                                          | 2 – 1               | Diósgyőri VTK                                                        |
| ------------------------------------------------- | ------------------- | -------------------------------------------------------------------- |
| Bartha László 81' Bertus Lajos 90' Hahn János 12' | (0 – 0) Jegyzőkönyv | Nikházi Márk 64' Nemes Milán 43' Georges Griffiths 83' Lázár Pál 88' |

| Fehérvári úti stadion, Paks Nézőszám: 1 267 Játékvezető: Iványi Zoltán (magyar) |

| 7. forduló 2016. augusztus 21. 18:00 |

| Swietelsky Haladás                                             | 3 – 1               | Paksi FC                                                            |
| -------------------------------------------------------------- | ------------------- | ------------------------------------------------------------------- |
| Gaál Bálint 28' Williams 69' Gévay Zsolt 72' Halmosi Péter 15' | (1 – 1) Jegyzőkönyv | Koltai Tamás 16' Kulcsár Dávid 25' Papp Kristóf 51' Gévay Zsolt 71' |

| Soproni Városi Stadion, Sopron Nézőszám: 1 375 Játékvezető: Karakó Ferenc (magyar) |

| 8. forduló 2016. szeptember 10. 18:00 |

| Vasas SC                                                             | 1 – 0               | Paksi FC                           |
| -------------------------------------------------------------------- | ------------------- | ---------------------------------- |
| Kulcsár Tamás 33' Korcsmár Zsolt 32' Ádám Martin 27' Vaskó Tamás 89' | (1 – 0) Jegyzőkönyv | Kecskés Tamás 7' Lenzsér Bence 31' |

| Illovszky Rudolf Stadion, Budapest Nézőszám: 3 612 Játékvezető: Vad II István (magyar) |

| 9. forduló 2016.szeptember 17. szombat 18:30 |

| Paksi FC | 0 – 0               | Gyirmót FC Győr |
| -------- | ------------------- | --------------- |
|          | (0 – 0) Jegyzőkönyv |                 |

| Fehérvári úti stadion, Paks Játékvezető: Solymosi Péter (magyar) |

| 10. forduló 2016.szeptember 21. szerda |

| Mezőkövesd–Zsóry                                           | 1 – 3               | Paksi FC                                                              |
| ---------------------------------------------------------- | ------------------- | --------------------------------------------------------------------- |
| Frőhlich Roland 13' Egerszegi Tamás 53' Fótyik Dominik 61' | (1 – 2) Jegyzőkönyv | Haraszti Zsolt 19' Bartha László 41' Hahn János 57' Kecskés Tamás 73′ |

| Városi stadion, Mezőkövesd Nézőszám: 1 215 Játékvezető: Erdős József (magyar) |

| 11. forduló 2016. szeptember 24. szombat 18:00 |

| Paksi FC                                                                     | 0 – 0               | MTK Budapest FC |
| ---------------------------------------------------------------------------- | ------------------- | --------------- |
| Papp Kristóf 41' Torghelle Sándor 44' Vogyicska Bálint 62' Dragan Vukmir 81' | (0 – 0) Jegyzőkönyv |                 |

| Fehérvári úti stadion, Paks Nézőszám: 552 Játékvezető: Vad II István (magyar) |

### Második kör
| 12. forduló 2016. október 15., szombat 18:00 |

| Paksi FC            | 1 – 1               | Debreceni VSC    |
| ------------------- | ------------------- | ---------------- |
| Bartha 13' Papp 72' | (1 – 0) Jegyzőkönyv | 47' 90+2' Vittek |

| Fehérvári úti stadion, Paks Nézőszám: 836 Játékvezető: Szőts Gergely (magyar) Asszisztensek: Albert István és Buzás Balázs |

| 13. forduló 2016. október 22., szombat 15:30 |

| Videoton | 5 – 1               | Paks                                            |
| --- | ------------------- | ----------------------------------------------- |
| Géresi Krisztián 11' Marko Šćepović 24' 38' Anel Hadžić 48' Danko Lazović 62' Loïc Nego 58' Szolnoki Roland 81' Juhász Roland 84' | (3 – 1) Jegyzőkönyv | Hahn János 4' Szabó János 43′ Kecskés Tamás 50′ |

| Pancho Aréna, Felcsút Nézőszám: 1 446 Játékvezető: Farkas Ádám (magyar) |

| 14. forduló 2016. október 29., szombat 18.00 |

| Paksi FC                                                      | 1 – 1               | Újpest FC                                    |
| ------------------------------------------------------------- | ------------------- | -------------------------------------------- |
| Szakály (1–1) 88' Gévay 40' Kulcsár 58' Báló 67' Vernes 90+1' | (0 – 1) Jegyzőkönyv | 9' (0–1) Balázs 40' Heris 76′, 90+4′ Kecskés |

| Fehérvári úti stadion, Paks Nézőszám: 1 234 Játékvezető: Bognár István (magyar) Asszisztensek: Erős Gábor, Márkus Tamás |

Újpest FC: Banai – Nagy T., Heris, Kecskés, Mohl – Bardhi, Windecker – Balázs, Balogh  (Pávkovics  88'), Diarra (Angelov  64') – Lázok (Nagy G.  64') · Fel nem használt cserék: Kovács Z. (kapus), Perovics, Andrics, Tóth 
A mérkőzés első perceiben az Újpestnél volt többet a labda, és egy védelmi hibát kihasználva a fővárosi lila-fehérek gyorsan vezetéshez is jutottak (0–1). A hazaiak a kapott gól után fokozatosan átvették az irányítást, és a játékrész végére egyre közelebb jutottak a rivális kapujához, a szünetig azonban nem sikerült egyenlíteniük. Fordulás után a Paks kisebb lendülettel támadott, ám így is egyenlíthetett volna, mivel tizenegyeshez jutott, Báló büntetőjét azonban bravúrral védte Banai, az újpestiek kapusa. A hazaiak aztán egészen a hajráig meddő mezőnyfölényben játszottak, a 88. percben viszont - ha nehezen is -, de egyenlíteni tudtak egy szabadrúgás után (1–1).
A csapat erejét mutatja az, hogy a két hiba ellenére sem tört meg. Le a kalappal a játékosok előtt, hiszen nyolcvanöt percig megalkuvást nem tűrően futballoztak! Tizenkilencre lapot húztam, a hajrában már rengeteget kockáztattunk. Szerencsére bejött. Persze az őrült hajrá alakulhatott volna máshogy is, hiszen hátul kinyíltunk, és az Újpestnek is voltak helyzetei. Dolgozom tovább, ahogyan eddig is. Szeretném minél jobban felkészíteni a csapatot a Ferencváros elleni találkozóra.
Tudtuk, hogy a nehéz helyzetben lévő Paks mindent elkövet a győzelemért. Ennek megfelelően alakítottuk ki a taktikánkat, a gyors gól után azt hittük, nyerhetünk. Átadtuk a területet, mert a kontráinktól reméltük az újabb gólt, ennek érdekében küldtem pályára Nagy Gábort és Viktor Angelovot is. Nem így terveztem a cserét, de a légiósokra vonatkozó szabályok megkötik a kezemet. Igazságos a döntetlen, bár csalódott vagyok az elmaradt győzelem miatt.
| 15. forduló 2016. november 5., szombat 15:30 |

| Ferencvárosi TC                            | 1 – 2               | Paksi FC                                                          |
| ------------------------------------------ | ------------------- | ----------------------------------------------------------------- |
| Busai Attila (1–2) 86' Hajnal 12' Gera 38' | (0 – 1) Jegyzőkönyv | 14' (0–1) Hahn 57' (0–2) Koltai 39' Laczkó 70' Szalai 77' Szakály |

| Illovszky Rudolf Stadion, Budapest Nézőszám: 5 592 Játékvezető: Pintér Csaba (magyar) Asszisztensek: Kelemen Attila és Becséri Gergely |

| 16. forduló 2016. november 19., szombat 15:30 |

| Paks                                                  | 1 – 1               | Budapest Honvéd                                              |
| ----------------------------------------------------- | ------------------- | ------------------------------------------------------------ |
| Szabó J. (1–0) 8' Gévay 45+3' Kecskés 62' Lenzsér 64' | (1 – 1) Jegyzőkönyv | 45' (1–1) Szabó J. 54' Botka 65' Gazdag 74' Hidi 85' Prosser |

| Fehérvári úti stadion, Paks Játékvezető: Szabó Zsolt (magyar) Asszisztensek: Erős Gábor és Horváth Róbert |

### Harmadik kör
| 23. forduló 2017. március 11., szombat 15:30 |

| Debreceni VSC                          | 1 – 3               | Paksi FC                                                                   |
| -------------------------------------- | ------------------- | -------------------------------------------------------------------------- |
| Tőzsér (1–1) 30' Szok 38' Brkovics 45' | (0 – 0) Jegyzőkönyv | 61' (0–1) Haraszti 75' (1–2) Kulcsár 84' (1–3) Bartha 21' Papp 68' Kecskés |

| Nagyerdei stadion, Debrecen Nézőszám: 3 021 Játékvezető: Pintér Csaba (magyar) Asszisztensek: Lémon Oszkár és Király Krisztián, alapvonali: Nagy Róbert és Molnár Attila |

Paksi FC: Molnár P. — Kulcsár D., Zachán, Gévay, Szabó J. — Papp — Haraszti (Koltai  78'), Kecskés (Hajdú  88'), Bertus, Szakály D. — Vernes (Bartha  71') · Fel nem használt cserék: Rácz G. (kapus), Báló, Hahn, Lenzsér · Vezetőedző: Csertői Aurél
Hiába játszott mezőnyfölényben az első félidőben a hazai együttes, a paksiak jól szervezett védelmét gyakorlatilag egyszer sem sikerült feltörnie. A vendégek csak ritkán jutottak el a DVSC tizenhatosának környékére, a félidő végén azonban szabadrúgásból megszerezhették volna a vezetést, ám Danilovics hatalmas bravúrral kiütötte a felső sarokba tartó labdát. A második félidő annyi változást hozott az elsőhöz képest, hogy időnként a vendégek kijöttek a sündisznóállásból, el is jutottak a debreceniek 16-osának környékére. Ettől a Loki-szurkolók nem lettek boldogabbak, sőt, ahogy teltek a percek, egyre türelmetlenebbé vált a publikum. Nem hiába aggódtak a drukkerek, a 61. percben ugyanis jött a derült égből villámcsapás: Haraszti révén vezetéshez jutott a Paks (0–1). A gól után azonnal változtatott a DVSC edzője: bejött Holman és Handzsics, utóbbi első labdaérintésére egyenlíthetett volna, de közeli perdítése elkerülte a kaput. Pár perc múlva azonban már jött a válasz: Tőzsér szabadrúgásból védhetetlen gólt szerzett, kilőtte a bal felső sarkot (1–1). Nem sokáig örülhettünk, mert Kulcsár Dávid révén a 75. percben megint előnyhöz jutott a Paks: a védő egy kipattanó labdát fejelt közelről a hálóba (1–2), sőt Bartha egy szögeltet követően a kegyelemdöfést is megadta a Lokinak (1–3).
Gratulálok az ellenfélnek, megérdemelten győzött a Paks. Jól védekező csapattal találtuk magunkat szemben, lezárták a területet. Szünet után mindkét oldalon volt egy-egy gól. Utána a cserék bevetésével, úgy hittem, tudunk nyerni. Ám a vendégek elővették veszélyes fegyverüket, a kontratámadások módszerét. Ezen a mérkőzésen csapatként nem működünk jól. Az első és a második gól előtt gyerekes hibákat követtünk el, hiába próbáltunk egyenlíteni, bekaptunk még egy találatot. A szereplésért mindannyian felelősek vagyunk, de az enyém a legnagyobb rész ebben. Hiszem, hogy jobb csapatunk van, mint ősszel, de elment vagy tíz játékosunk, jött öt új focista, idő kell ahhoz, hogy egybeforrjon az együttes. Eredménykényszer hajt bennünket, a kiesés szélén vagyunk. Lehet, hogy stratégiai változást kell végrehajtanunk. Épp a Paks példája bizonyítja, hogy a védekezésre nagy hangsúlyt fektetve is lehet eredményes egy csapat.
Elsőként gratulálnom kell a fiúknak, mert amiről a meccs előtt beszéltünk, azt igazából sikerült megvalósítaniuk. Az természetes volt, hogy hazai pályán a Debrecen mezőnyfölénybe került, de igazi nagy helyzeteket mi alakítottunk ki. Szerencsére ezekből három parádés gólt szereztünk. Ma jobban fociztunk, mint a Debrecen. A kontra játékunk életveszélyes volt, úgy érzem megérdemelten nyertünk.
- A Paks a legutóbbi hat bajnoki találkozóján 16 pontot szerzett. Előtte 17 mérkőzésen tizenhetet.
- Csertői Aurél együttese a 2016–2017-es bajnoki idényben másodszor szerzett vendégként három gólt, szeptemberben Mezőkövesden is 3–1-re nyert.
- Haraszti Zsolt és Kulcsár Dávid egyaránt a második, Bartha László a hatodik gólját szerezte a bajnoki idényben.
- A Debrecen ötödször kapott ki pályaválasztóként az idényben, ennél több hazai veresége csak a Gyirmótnak van.
- Egy nap híján egy év után kapott a DVSC ismét három gólt a Nagyerdőben, OTP Bank Liga-mérkőzésen. Akkor a Budapest Honvéd verte meg 3–0-ra.
- Leonel Pontes együttese a legutóbbi hét hazai bajnoki mérkőzésén mindössze öt pontot gyűjtött (1 győzelem, 2 döntetlen és 4 vereség).
- Tőzsér Dániel a második bajnoki gólját érte el az idényben, az elsőt még szeptemberben a Diósgyőrnek lőtte.[10]

| 30. forduló 2017. május 6., szombat 18:00 |

| Vasas SC                     | 0 – 3               | Paksi FC                                                                 |
| ---------------------------- | ------------------- | ------------------------------------------------------------------------ |
| Risztevszki 30' Korcsmár 54' | (0 – 1) Jegyzőkönyv | 8' (0–1) Lenzsér 84' (0–2) Bartha 90+2' (0–3) Hahn 28' Gévay 31' Kulcsár |

| Szusza Ferenc Stadion, Budapest Nézőszám: 2 000 Játékvezető: Vad II. István (magyar) Asszisztensek: Georgiou Theodoros és Szalai Balázs |

## Jelenlegi keret
2016. július 16-i állapot szerint.
* a félkövérrel írt játékosok rendelkeznek felnőtt válogatottsággal.
| No. |     | Poszt | Játékos          |
| --- | --- | ----- | ---------------- |
| 1   | HUN | K     | Molnár Péter     |
| 2   | HUN | V     | Bagó Patrik      |
| 5   | HUN | V     | Gévay Zsolt      |
| 6   | HUN | KP    | Papp Kristóf     |
| 7   | HUN | V     | Báló Tamás       |
| 8   | HUN | KP    | Kecskés Tamás    |
| 9   | HUN | KP    | Hahn János       |
| 12  | HUN | KP    | Nagy Richárd     |
| 17  | HUN | KP    | Szakály Dénes    |
| 19  | HUN | KP    | Kesztyűs Barna   |
| 23  | HUN | KP    | Szekszárdi Tamás |
| 25  | HUN | K     | Székely György   |
| 26  | HUN | KP    | Bertus Lajos     |

| No. |     | Poszt | Játékos          |
| --- | --- | ----- | ---------------- |
| 27  | HUN | KP    | Kővári Róbert    |
| 30  | HUN | V     | Szabó János      |
| 39  | HUN | CS    | Bartha László    |
| 44  | HUN | CS    | Bajner Bálint    |
| 77  | HUN | V     | Kulcsár Dávid    |
| 92  | HUN | CS    | Balázs Zsolt     |
| 96  | HUN | V     | Lenzsér Bence    |
|     | HUN | K     | Kemenes Szabolcs |
|     | HUN | V     | Kovács Gábor     |
|     | HUN | KP    | Haraszti Zsolt   |
|     | HUN | KP    | Koltai Tamás     |
|     | HUN | CS    | Bor Dávid        |
|     | HUN | CS    | Jelena Richárd   |

### Kölcsönadott játékosok
| # |     | Poszt | Név                                     |
| - | --- | ----- | --------------------------------------- |
|   | HUN | V     | Vági András (a Mezőkövesd csapatához)   |
|   | HUN | V     | Kelemen Dávid (a Békéscsaba csapatához) |

### Szakmai stáb
| Vezetőedző    | Pályaedző     | Masszőr                                 | Kapusedző, masszőr | Orvos               | Erőnléti edző      |
| Csertői Aurél | Tököli Attila | Váczi László Varga László Bernáth Győző | Heizler János      | Dr. Kis-Miki András | Simon-Balla István |

## Tabella
| #   | Csapat                    | M  | GY | D  | V  | G+ – G– | GK  | P  | Megjegyzések                    |
| --- | ------------------------- | -- | -- | -- | -- | ------- | --- | -- | ------------------------------- |
| 1.  | Budapest Honvéd (B) (I)   | 33 | 20 | 5  | 8  | 55–30   | +25 | 65 | Bajnokok Ligája 2. selejtezőkör |
| 2.  | Videoton FC (I)           | 33 | 18 | 8  | 7  | 65–28   | +37 | 62 | Európa Liga 1. selejtezőkör     |
| 3.  | Vasas SC (I)              | 33 | 15 | 7  | 11 | 50–40   | +10 | 52 | Európa Liga 1. selejtezőkör     |
| 4.  | Ferencvárosi TC (KGY) (I) | 33 | 14 | 10 | 9  | 54–44   | +10 | 52 | Európa Liga 1. selejtezőkör     |
| 5.  | Paksi FC                  | 33 | 11 | 12 | 10 | 41–37   | +4  | 45 |                                 |
| 6.  | Swietelsky Haladás        | 33 | 12 | 7  | 14 | 42–46   | −4  | 43 |                                 |
| 7.  | Újpest FC                 | 33 | 10 | 12 | 11 | 47–51   | −4  | 42 |                                 |
| 8.  | Debreceni VSC             | 33 | 11 | 8  | 14 | 42–46   | −4  | 41 |                                 |
| 9.  | Mezőkövesd Zsóry FC Ú     | 33 | 10 | 10 | 13 | 39–54   | −15 | 40 |                                 |
| 10. | Diósgyőri VTK             | 33 | 10 | 7  | 16 | 39–58   | −19 | 37 |                                 |
| 11. | MTK Budapest (K)          | 33 | 8  | 13 | 12 | 26–36   | −10 | 37 |                                 |
| 12. | Gyirmót FC Győr Ú (K)     | 33 | 5  | 9  | 19 | 21–51   | −30 | 24 |                                 |

Utolsó frissítés: 2017. május 27. 
Forrás: mlsz.hu - tabella 
A rangsorolás alapszabályai: 1. összpontszám; 2. a bajnokságban elért több győzelem; 3. a bajnoki mérkőzések gólkülönbsége; 4. a bajnoki mérkőzéseken rúgott több gól; 5. az egymás ellen játszott bajnoki mérkőzések pontkülönbsége; 6. az egymás ellen játszott bajnoki mérkőzések gólkülönbsége; 7. az egymás ellen játszott bajnoki mérkőzéseken az idegenben lőtt több gól; 8. a bajnokság fair play értékelésében elért jobb helyezés; 9. sorsolás.
(B): Bajnokcsapat, (K): Kieső csapat, (F): Feljutó csapat, (I): Kupainduló, (R): A rájátszás győztese, (KGY): Kupagyőztes

### Kiírások
Dőlttel a jelenleg még le nem zárult kiírásokat illetve az azokban elért helyezést jelöltük.
| Kiírás        | Statisztikák | Statisztikák | Statisztikák | Statisztikák | Statisztikák | Statisztikák | Kezdő forduló/ helyezés  | Végső forduló/ helyezés | Mérkőzések dátumai | Mérkőzések dátumai | Mérkőzések dátumai |
| Kiírás        | M            | GY           | D            | V            | LG–KG        | GK           | Kezdő forduló/ helyezés  | Végső forduló/ helyezés | Első               | Utolsó             | Következő          |
| ------------- | ------------ | ------------ | ------------ | ------------ | ------------ | ------------ | ------------------------ | ----------------------- | ------------------ | ------------------ | ------------------ |
| OTP Bank Liga | 4            | 0            | 03           | 01           | 02 –03       | 0–1          |                          | 0                       | 2016. 07. 17.      | 2017. 07. 31.      | 2017. 08. 06.      |
| Magyar kupa   | —            | —            | —            | —            | —            | —            | 6. forduló (legjobb 128) |                         |                    |                    |                    |
| Összesen      | 4            | 0            | 03           | 01           | 02–03        | 0–1          |                          |                         |                    |                    |                    |

## Kiírások
Dőlttel a jelenleg még le nem zárult kiírásokat illetve az azokban elért helyezést jelöltük.
| OTP Bank Liga | 012 | 02 | 06 | 04 | 10 – 013 | 0– 3 | 1,50 | 2. | 1. | 2016. 07. 17. | 2016. 09. 10. | 2016. 09. 17.            |  |               |  |  |
| Magyar kupa   | 01  | 01 | 0  | 0  | 1 – 0    | 0+1  |      |    |    |               |               | 6. forduló (legjobb 128) |  | 2016. 09. 14. |  |  |
| Összesen      | 013 | 03 | 06 | 04 | 11 – 013 | 0– 2 | 1,50 |    |    |               |               |                          |  |               |  |  |

## Összesített statisztika
A felkészülési mérkőzéseket nem vettük figyelembe.
| Lejátszott mérkőzés           | 13 (12 OTP Bank Liga, 1 Magyar kupa) |
| Győzelem                      | 3 (2 OTP Bank Liga, 1 Magyar kupa) |
| Döntetlen                     | 6 (6 OTP Bank Liga, 0 Magyar kupa) |
| Vereség                       | 4 (4 OTP Bank Liga, 0 Magyar kupa) |
| Szerzett gól                  | 11 (10 OTP Bank Liga, 1 Magyar kupa) |
| Kapott gól                    | 13 (13 OTP Bank Liga, 0 Magyar kupa) |
| Gólkülönbség                  | –2 |
| Sárga lap                     | 26 (25 OTP Bank Liga, 1 Magyar kupa) |
| Kiállítás                     | 3 (3 OTP Bank Liga, 0 Magyar kupa) |
| Legnagyobb arányú győzelem    | 1–3 Mezőkövesd idegenben (2016. 09. 21., OTP Bank Liga 10. forduló) |
| Legnagyobb arányú vereség     | 1–0 Újpest,idegenbe (2016. 07. 30., OTP Bank Liga 4. forduló) |
| Legmagasabb hazai nézőszám    | 4217, 2016. 08. 06.,Ferencvárosi TC, OTP Bank Liga, 4. forduló |
| Legalacsonyabb hazai nézőszám | 836, 2016. 10. 15., Debrecen, OTP Bank Liga, 12. forduló |
| Góllövőlista                  | 4.gól: Bartha László (1 OTP Bank Liga, 0 Magyar kupa); 2.gól Hahn János (1 OTP Bank Liga, 0 Magyar kupa) 1.gól: Gévay Zsolt (1 OTP Bank Liga, 0 Magyar kupa) Bertus Lajos (1 OTP Bank Liga, 0 Magyar kupa) Koltai Tamás (1 OTP Bank Liga, 0 Magyar kupa) Haraszti Zsolt (1 OTP Bank Liga, 0 Magyar kupa) |
| Pont*                         | 12/36 (30,0%) |

* OTP Bank Liga kiírásban.